# Neuropsicologia clinica
La neuropsicologia clinica è un'area interdisciplinare tra la psicologia e la neurologia, specializzata nell'individuazione, valutazione e trattamento riabilitativo dei disturbi cognitivi e comportamentali provocati da un danno cerebrale, a varia eziologia (vascolare, degenerativa, traumatica, infettiva, infiammatoria, neoplastica).

## Oggetto e metodo
Ciò che distingue un neuropsicologo clinico da un altro psicologo clinico è un'estesa conoscenza del cervello, comprendente la neuroanatomia, la neurofisiologia, neurobiologia, psicofarmacologia, neuropatologia e le diverse sindromi neurologiche. È ovviamente richiesta la conoscenza dei test neuropsicologici per testare accuratamente i deficit cognitivi, per la corretta diagnosi, gestione e trattamento di pazienti con lesione cerebrale o deterioramento cognitivo.
I pazienti classici per un neuropsicologo clinico comprendono persone con trauma cranico, danni cerebrovascolari come ictus, emorragie e rotture di aneurismi, tumori cerebrali, epilessia, demenze, patologie mentali gravi per quanto concerne la parte neurodisfunzionale (altresì incluse nelle psicopatologie), un ampio spettro di disordini dello sviluppo come deficit attenzionali, disturbi dell'apprendimento, autismo, ed altro.
Molti neuropsicologi clinici sono impiegati in scuole mediche e ospedali, specialmente nelle divisioni di neurologia, riabilitazione e in misura minore in psichiatria. Alcuni professionisti lavorano anche privatamente e possono, inoltre, collaborare con enti del terzo settore di ambito sociosanitario come: cooperative sociali o associazioni. I neuropsicologi sono frequentemente presenti anche in università con compiti di insegnamento e ricerca in ambito neuropsicologico o in generale nelle neuroscienze cognitive. Alcuni neuropsicologi trovano impiego anche in società farmaceutiche o in aziende in un team multidisciplinari per la ricerca e lo sviluppo di nuovi strumenti e farmaci.
L'osservazione clinica di traumi, malattie e ictus, insieme allo studio delle patologie del sistema cognitivo permette di comprendere al meglio lo studio delle normali funzioni cognitive. Visto il frequente contatto con pazienti neurologici con danno neurocognitivo, molti clinici sono attivi nella ricerca.

## Aspetti normativi
A livello giuridico, in Italia, la professione di neuropsicologo non è definita autonomamente.
Tuttavia, attualmente, una formazione specifica in neuropsicologia, viene fornita:
- in alcuni corsi di Laurea Magistrale in Psicologia;
- nelle scuole di specializzazione in Neuropsicologia (area psicologica) che è l'unica a impartire una formazione specifica post laurea in neuropsicologia;
- in alcune scuole di specializzazione di area sanitaria di Neurologia e Neuropsichiatria infantile (classe delle specializzazioni in Neuroscienze e Scienze Cliniche del Comportamento). [1]

Inoltre, con la delibera n.385/13 del 07/11/2013 - Linee guida per la definizione dello Psicologo Neuropsicologo , l'Ordine degli Psicologi della Lombardia dichiara:
- le attività di valutazione e riabilitazione neuropsicologica sono prestazioni effettuabili da parte di tutti gli iscritti all’Albo A;
- possono definirsi “Psicologi Neuropsicologi” tutti coloro i quali ritengono di avere una competenza/esperienza (equivalenti a quanto previsto dal percorso della Scuola di Specializzazione in Neuropsicologia) che consta in:

a) Iscrizione all’Albo A dell’Ordine degli Psicologi della Lombardia;

e

b) Titolo di Specialista in Neuropsicologia (D.M. 332/1999; D.M. 24/07/2006 MIUR)
oppure, in alternativa al punto b), a parere dell'Ordine degli Psicologi della Lombardia

- attività professionale in neuropsicologia, per un totale di ore equipollenti a quanto previsto dall'offerta formativa delle relative Scuole di Specializzazione (ad oggi 5.000 ore), auto-certificata e documentabile, svolta presso aziende ospedaliere, strutture private accreditate o in studi privati. Il 30% massimo di tale attività può essere costituita, in alternativa, da attività formativa in ambito neuropsicologico autocertificata e documentabile. 